# Hyperallus buriaticus
Hyperallus buriaticus là một loài tò vò trong họ Ichneumonidae.